# Blienschwiller (AOC)
Le blienschwiller, ou alsace Blienschwiller, est un vin blanc produit uniquement avec le cépage sylvaner B, sur une partie de la commune de Blienschwiller dans le Bas-Rhin, juste à l'est de l'aire de production du grand cru winzenberg.
C'est une dénomination géographique complémentaire créée en octobre 2011 au sein de l'appellation vin d'Alsace ; les 13 différentes sont qualifiées par le CIVA de « dénominations géographiques communales ».
La particularité du blienschwiller (partagée avec le côtes-de-barr) est d'être produit uniquement avec du sylvaner, un cépage qui n'est pas considéré comme « noble » (comme le sont le riesling, le pinot gris et le gewurztraminer). Les producteurs insistent sur cette originalité en mettant sur les étiquettes de leurs bouteilles de vin, en-dessous du nom de l'appellation (« alsace » ou « vin d'Alsace »), soit « Sylvaner de Blienschwiller »,, soit « Blienschwiller Sylvaner » (dans ce dernier cas sur deux lignes).
Selon les Douanes, la superficie revendiquée en 2023 sous l'appellation est de seulement 62,22 ares (soit 0,6 hectare), avec une production déclarée de 28,6 hectolitres (un hectolitre = 100 litres = 133 bouteilles de 75 cl). Le rendement viticole, limité par le cahier des charges à un maximum de 72 hectolitres par hectare avec un rendement butoir à 79 hl/ha (alors qu'il sont à 96 pour les autres sylvaner d'Alsace), a été en moyenne pour la vendange 2023 de 46 hl/ha : le sylvaner, cépage productif, doit être limité en rendement pour ne pas faire un vin délayé manquant de goût.